# Луна, Айтор
А́йтор Гонса́лес Лу́на, известный как Айтор Луна (исп. Aitor González Luna; род. 18 сентября 1981 года, Вергара, Гипускоа) — испанский актер, получивший известность после сериала «Пако и его люди» (Antena 3, 2005-2010). Айтор — старший брат известного актёра  Йона Гонсалеса.

## Биография
Айтор Луна родился 18 сентября 1981 года в  Вергаре. Он учился актёрскому мастерству в Бильбао в школе музыки, исполнительских и визуальных искусств Artebi . Также в юности он работал моделью.
Его настоящая фамилия Гонсалес, а Луна, как он заявляет, его творческий псевдоним  .

## Актерская карьера
Снискал славу после роли полицейского Гонсало Монтойя в сериале «Пако и его люди». Позднее он сыграл в сериале «Большой Резерв», за роль в котором получил премию Союза Актеров  , как лучший актёр второго плана. В этом сериале получил роль и его брат Йон Гонсалес.
Помимо съёмок на телевидении Айтор Луна снялся в нескольких короткометражках, а также участвует в театральных постановках.
В 2015 году вышел новый сериал «Приключения капитана Алатристе», в котором актер получил главную роль.

### Телевидение
| Год       | Русское название               | Оригинальное название               | Роль                   | Телеканал |
| --------- | ------------------------------ | ----------------------------------- | ---------------------- | --------- |
| 2005—2009 | Пако и его люди                | Los hombres de Paco                 | Гонсало Монтойя        | Antena 3  |
| 2009      | Дни без света                  | Días sin luz                        | Журналист              | Antena 3  |
| 2009      | Гнев                           | La ira                              | Мигель                 | Telecinco |
| 2010—2013 | Большой резерв                 | Gran Reserva                        | Рауль Кортасар         | TVE       |
| 2012      | Побег                          | La fuga                             | Даниэль                | Telecinco |
| 2014      | Расскажи мне сказку            | Cuéntame un cuento                  | Иван Дорадо (Чудовище) | Antena 3  |
| 2015      | Приключения капитана Алатристе | Las aventuras del capitán Alatriste | Диего Алатристе        | Telecinco |
| 2018      | Собор у моря                   | La catedral del mar                 | Арнау Эстаньол         | Antena 3  |

### Кино
- Matar el tiempo (2015)

## Награды и номинации
- 2010 — Премия Союза Актеров  — лучшая мужская роль второго плана за сериал «Большой Резерв».